# Aparicio de los Ríos
Aparicio de los Ríos (Asunción, 1908-Buenos Aires, 12 de octubre de 1975) fue un cantante paraguayo, autor de temas del cancionero nativo de su país. Loma Clavel fue el barrio donde vino al mundo, al igual que Agustín Barboza, Emilio Bigi, Emilio Bobadilla Cáceres y otros que luego brillaron con luces propias en el quehacer artístico musical de Paraguay.
El escritor paraguayo Néstor Romero Valdovinos bautizó a este populoso barrio de Asunción como Barrio Musical y Poético, ya que, además de haber cobijado en su seno a conocidas figuras de la música del país, otros grandes tenían predilección por él. No era raro verlo a José Asunción Flores, Félix Fernández o a Darío Gómez Serrato paseando por sus calles, quizás en busca de paz, sosiego o inspiración para sus posteriores obras.

## Muerte
Un accidente de tránsito, en una de las grandes avenidas de Buenos Aires, puso fin a la vida de Aparicio de los Ríos, el 12 de octubre de 1975. El cantante, autor y compositor dejó de existir a la edad de 67 años.

## Primeros pasos
Fue un destacado cantante y poeta del cancionero paraguayo. Eligió como seudónimo el de Rubén Campoamor y con él dio a conocer sus primeras inspiraciones poéticas. Las poesías fluían fácilmente de su pluma, creando obras de verdad magníficas. La versatilidad que poseía para la escritura en el idioma castellano la dejó demostrada en “Canción de Ayer”.
Su obra maestra fue “Ange Pyhare”, escrita en el idioma autóctono como demostración del dominio del idioma que lo hermana con sus patriotas. Aparicio de los Ríos es una pieza vital es la historia de la música paraguaya.

## Trayectoria
Como otros grandes exponentes de las letras paraguayas -Félix Fernández, Antonio Ortiz Mayans, Herib Campos Cervera, Augusto Roa Bastos; y de nuestra música, Agustín Barboza, Emilio Bobadilla Cáceres, el maestro José Asunción Flores, Félix Pérez Cardozo, Mauricio Cardozo Ocampo, Eladio Martínez y tantos otros - también Aparicio de los Ríos un día preparó las maletas y puso rumbo a la ciudad de Buenos Aires, para conocerla y conquistarla con sus poemas y canciones.
Ya en la capital Reina del plata, el poeta y cantor, gran amante de la bohemia, se integró de lleno a la colectividad de compatriotas y con los protagonistas de nuestra música popular. Fue así concurrente en las reuniones artísticas que se realizaban en los diferentes centros donde la música paraguaya era la estrella principal. 
Sus condiciones de animador eran puestas al servicio de estas inolvidables reuniones artísticas, donde Aparicio de los Ríos se sentía pleno y complacido, ya que la carrera que había abrazado lo había llenado al corazón del movimiento de Buenos Aires; donde los futuros grandes exponentes de nuestra música se esmeraban para dar lo mejor de sí, creando, difundiendo, y jerarquizando la música paraguaya, un trabajo casi apostólico que se habían impuesto lejos del terruño, para honrar a la patria.
Aparicio de los Ríos fue un caminante eterno, entre Buenos Aires y Asunción. Paseaba su imponente figura de artista, cantante, autor y compositor; y así, entre las nostalgias del terruño o deslumbrado por las noches de bohemia de su Asunción querido, fue creando sus obras que más tarde serían patrimonio inigualable del repertorio de nuestra música popular, ya que se convirtieron en éxitos sin tiempo que hasta hoy se difunden constantemente.
Cuando se instalaba en Buenos Aires, además de su oficio de cantor y poeta, Aparicio de los Ríos se desempeñaba como funcionario del puerto y él mismo solía comentar jocosamente que no podía haber tenido otro oficio mejor, pues siendo él "de los Ríos", era natural que trabajara en el Puerto, .

## Sus obras
Entre las creaciones más exitosas de Aparicio de los Ríos figuran:
- “Ange Pyhare”, con la música de Miguel G. Riveros.
- “Canto al Paraguay”, con el abogado argentino, gran admirador del Paraguay, Heriberto José Altinier, y el mismo músico contrabajista Eulogio Cardozo.
- “Añoranza Guaireña” con Rubito Medina.
- y con Ángel Benítez, “Juntitos los dos”.

- “Tortolami”, con letra de Andrés R. Pereira
- “Para ti, Morenita”.
- “Che Rendu, Pykasumi”.
- “Canción de ayer”.
- ”Si supieras”.
- “Tu ingratitud”, con Virgilio Centurión.